# 原大阪商船株式會社台北支店
原大阪商船株式會社台北支店（簡稱大阪商船台北支店）是位於臺灣臺北市忠孝西路一段及懷寧街口的古蹟，最初興建目的為大阪商船的分支辦公室，1937年啟用，具有興亞式建築風格。目前已列為台北市市定古蹟，並做為國家攝影文化中心臺北館使用。

## 簡介

### 大阪商船台北支店
大阪商船台北支店由渡邊節建築事務所設計監造，當時地址是台北市表町二丁目16番地。1936年8月1日開工，1937年10月31日竣工，是鋼筋混凝土造的三層樓建築，屬於現代主義風格，且三角窗樓頂設有興亞式建築風格的塔樓。
大阪商船在台北市原設有基隆支店台北出張所；台北出張所在1936年10月1日升為台北支店，原基隆支店則變為基隆出張所。
戰後1946年，由台灣航業使用。1958年，台灣省公路局（現交通部公路總局）進駐後，改稱為「公路大樓」。1968年，台灣省公路局在建築東側興建九層樓的新大樓，且拆除塔樓並增建為4層樓。2014年3月公路總局遷至台北市萬華區後，本建築移撥給中華民國文化部。2014年5月26日，臺北市政府公告為市定古蹟。2017年1月17日文化部文化資產局開始修復工程，由徐裕健建築師事務所設計修復，將頂樓的增建和東側的九層樓建築拆除，並回復為原本的外觀。修復完工後，交由國立臺灣美術館籌設的國家攝影文化中心成立「國家攝影文化中心臺北館」，2021年4月20日開放參觀。
原公路總局建築九層樓的部分，土地由財團法人仁濟院所屬；2015年拆除，後興建地上17層的仁濟院忠孝館前大樓，與原大阪商船台北支店間保留2公尺寬的通道。

### 大阪商船與台灣
大阪商船創立於1884年，從事海運業，本社位於日本大阪市，在各地設有支社和代理店，為現今日本大型航運公司商船三井之前身。其於台灣日治時期經營以下航路：
內台航路
- 基隆神戶線
- 高雄橫濱線
- 那霸基隆線

南北支那航路
- 基隆香港線
- 高雄廣東線
- 高雄天津線
- 高雄大連線
- 基隆福州線

南洋航路
- 南洋定期線（行經馬尼拉、爪哇等地）
- 基隆海防線（行經廈門、汕頭、香港、廣東等地）

台灣沿岸航路
- 台灣東沿岸線
- 台灣西沿岸線
- 蘇澳花蓮港聯絡線

大阪商船在台灣有以下機構（1938年）：
- 台北支店
- 基隆出張所（基隆車站前）
- 高雄支店（高雄市新濱町）
- 台北船客案內所（台北市榮町二丁目）
- 大稻埕切符發賣所（台北市太平町四丁目）
- 台南代理店（台南市大正町）
- 台中切符發賣所（台中市橘町）
- 彰化切符發賣所（彰化車站前）
- 員林切符發賣所（員林車站前）
- 嘉義切符發賣所（嘉義市黑金町）
- 新營切符發賣所（新營車站前）
- 高雄切符發賣所（高雄車站前）
- 屏東切符發賣所（屏東車站前）
- 宜蘭切符發賣所（宜蘭車站前）
- 松山切符發賣所（松山車站前）
- 豐原切符發賣所（豐原車站前）

## 外部連結
- 原大阪商船株式會社臺北支店 （页面存档备份，存于）
- 國家攝影文化中心 （页面存档备份，存于）